# Esglésies pintades de Moldàvia
Les esglésies pintades de Moldàvia són set esglésies ortodoxes romaneses, situades a la província de Suceava, al nord de la regió històrica de Moldàvia, a Romania. Aquest conjunt d'esglésies van ser construïdes entre els anys 1487 i 1532 per ordre de Stefan Cel Mare (Esteve el Gran), príncep moldau, en la seva lluita contra els turcs otomans, ja que segons la llegenda aquest príncep, allà on llençava una fletxa, feia construir una església.
El conjunt de set esglésies van ser declarades per la UNESCO l'any 1993 Patrimoni de la Humanitat, ja que és un conjunt d'un important valor artístic. Totes les esglésies contenen conjunts pictòrics pintats al fresc que es van realitzar des de finals del segle xv i tot el segle xvi, amb colors i un estil molt característic, però que està en directa relació amb el seu entorn.
El 2010 fou afegida a la llista l'església de la Resurrecció del monestir de Suceviţa.
| Nom                                                              | Localitat | Construïda l'any |
| ---------------------------------------------------------------- | --------- | ---------------- |
| Església de la Decapitació de Sant Joan Baptista                 | Arbore    | 1503             |
| Església de l'Assumpció de la Verge Maria del monestir de Humor  | Humor     | 1530             |
| Església de l'Anunciació del monestir de Moldovița               | Moldoviţa | 1532             |
| Església de la Santa Creu de Pătrăuţi                            | Pătrăuţi  | 1487             |
| Església de Sant Nicolau i el Catholicon del monestir de Probota | Probota   | 1531             |
| Església de Sant Jordi                                           | Suceava   | 1522             |
| Església de Sant Jordi del Monestir de Voroneț                   | Voroneț   | 1487             |
| Església de la Resurrecció del Monestir de Sucevița              | Suceviţa  | 1583             |